# جيمس لين (كاتب)
جيمس لين (بالإنجليزية: James Laine)‏ هو كاتب أمريكي، ولد في 1950.